# Дзыкка
Дзыкка́ — блюдо осетинской кухни. 
Варится из сыра, иногда добавляется кукурузная мука. Дзыкка обычно готовится в чугунке, так как в кастрюле она может подгореть. Сыр варят около 20—25 мин, постоянно помешивая. Подают обычно в горячем виде, но можно подавать в холодном виде.
У предков осетин, аланов, дзыкка была ритуальной пищей, используемой в обрядах плодородия. Дзыкка подносилась доброму и мирному божеству Фалвара.